# Saskatoon—Dundurn
Pour les articles homonymes, voir Saskatoon (homonymie).
Saskatoon—Dundurn fut une circonscription électorale fédérale de la Saskatchewan, représentée de 1988 à 1997.
La circonscription de Saskatoon—Dundurn a été créée en 1987 avec des parties d'Humboldt—Lake Centre, Saskatoon-Est et Saskatoon-Ouest. Abolie en 1996, elle fut redistribuée parmi Blackstrap et Saskatoon—Rosetown.

## Députés
1. 1988-1993 — Ron Fisher, NPD
2. 1993-1997 — Morris Bodnar, PLC

- NPD = Nouveau Parti démocratique
- PLC = Parti libéral du Canada